# Beatus de Las Huelgas
El Beatus de Las Huelgas és un manuscrit il·luminat que conté el comentari a l'Apocalipsi de Beat de Liébana. Data de l'any 1220 i va ser produït per al monestir de Las Huelgas de Burgos. Es conserva a Nova York, a la Pierpont Morgan Library, amb la signatura Ms M.429.
Es tracta d'un dels beatus de més gran format, el més tardà i dels pocs destinats a un monestir femení (com el de San Andrés de Arroyo).

## Història
El còdex fou encarregat per una dama desconeguda per al monestir de Las Huelgas. No se sap on fou copiat; s'ha fet la hipòtesi que podria ser a San Pedro de Cardeña. En tot cas, hi van intervenir diversos miniaturistes; com a mínim dos de Toledo i un tercer, menys expert.
Enrique Flórez (1702-1773) encara va estudiar el Beatus el 1770 a Las Huelgas, on va ser fins a 1869; va ser comprat per J. Pierpont Morgan (1837-1913) a Lionel Harris a Londres el 1910.

## Descripció
El còdex mesura 520x370mm. i és, per tant, el beatus de format més gran que es conserva. Consta de 184 folis de pergamí, escrits a dues columnes de 46 línies en lletra carolina minúscula. En el foli 184 es dona com a any de confecció el 1258 de l'era hispànica, és a dir l'any 1220. És una còpia del Beatus de Tábara i conté dos colofons, un copiat del Beatus de Tábara i l'altre propi.
Conté el Comentari a l'Apocalipsi de Beat de Liébana (foli 1-149v) i el comentari de Sant Jeroni del Llibre de Daniel (foli 150-182).
En 116 folis hi ha miniatures fetes per, almenys, tres miniaturistes diferents. 46 d'aquestes miniatures ocupen tot el foli, algunes fins i tot a doble foli; les altres tenen formats menors.
L'enquadernació actual és del segle xvii, en vellut vermell.

## Galeria

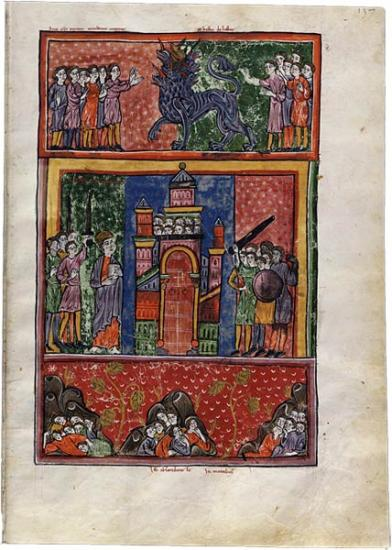
Foli 137; darrer atac de Satanàs
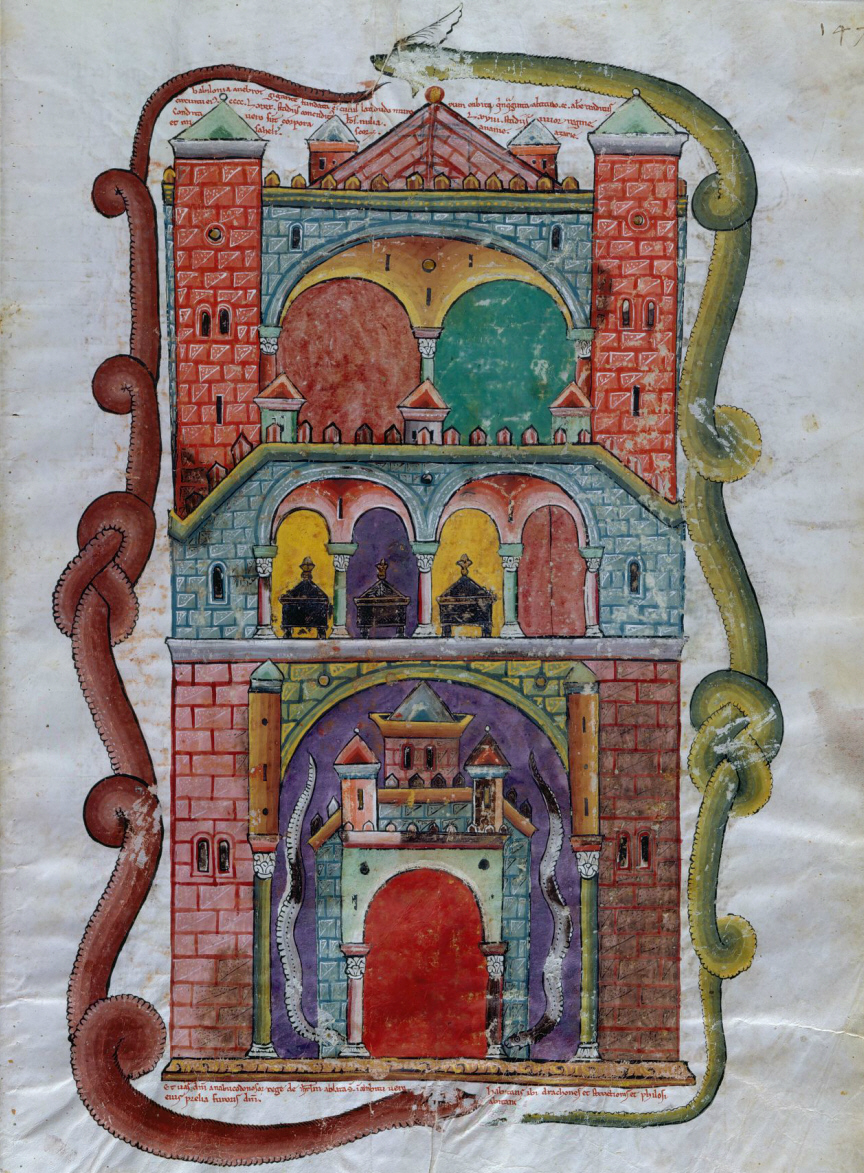
Foli 147; Babilònia envoltada per la serp
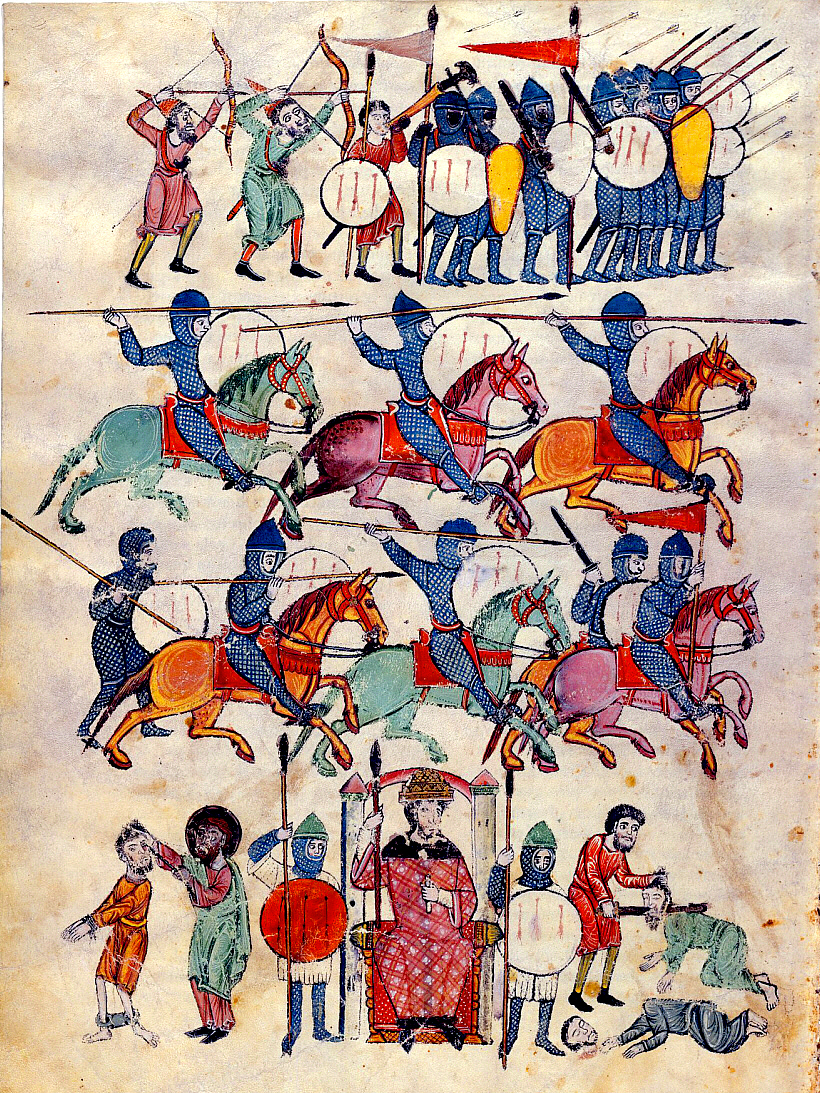
Foli 149; setge de Jerusalem
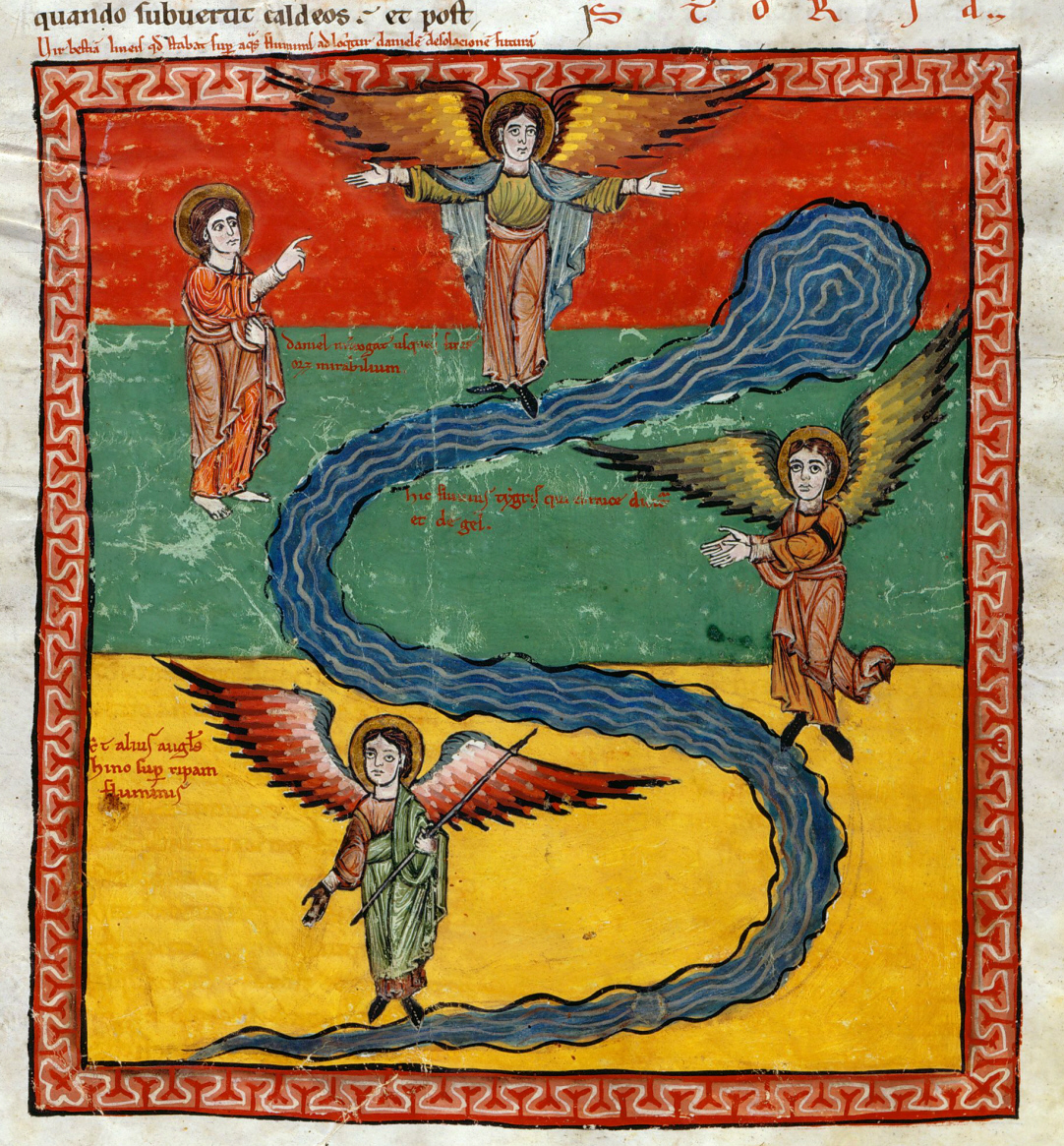
Foli 172v; el profeta Daniel i tres àngels